# David J. Viera
|  |

David John Viera (Warren, Bristol County, Rhode Island, EUA, 9 de juny de 1943 - Oak Ridge, Anderson County, Tennessee, EUA, 11 de setembre de 2015). Medievalista nord-americà d'ascendència materna portuguesa de les Açores, especialitzat en literatura catalana, eiximenista. Va rebre el primer grau universitari en Educació i Llengües Estrangeres al Providence College i, posteriorment, a la Catholic University of America, on es llicencià el 1969 amb estudi comparatiu entre El Corbacho i el Llibre de les dones de Francesc Eiximenis (“A comparative study of the Corbacho and the Llibre de les dones of Francesc Eiximenis”), tesina dirigida per Josep Maria Solà-Solé. Estudià a les Universitats de Barcelona, Lisboa i Coïmbra. El 1972 defensà la seva tesi doctoral, també dirigida per Solà-Solé (“The Carro de las donas: translation and adaptation of the Llibre de les dones of Francesc Eiximenis. Books I-III)”. Poc temps després, va guanyar una plaça de lector a la Tennessee Technological University. Autor de més de 90 articles, sis llibres i col·laborador a 25 revistes de llengua i literatura amb articles en anglès, castellà, portuguès, català i italià. Col·laborador de Leo Pap's authorative source per a investigadors de portuguès als EUA. Autor de la Bibliografia anotada de la vida i obra de Francesc Eiximenis (1340? - 1409), premi Ferran Soldevila, de la Fundació Salvador Vives Casajuana, de Barcelona, amb pròleg de Martí de Riquer i Morera, repertori bàsic de totes les edicions i articles de l'escriptor gironí conegudes fins al 1980, i coautor amb Jordi Piqué-Angordans del llibre La dona en Francesc Eiximenis (Barcelona: Curial, 1987), a més de vuit articles signats o revisats pels dos, va arribar a escriure 68 estudis de temàtica eiximeniana, a més d'altres sobre literatura espanyola i portuguesa. Autor del llibre pioner als EUA Medieval Catalan literature: prose and drama, per a la difusió de la literatura catalana medieval al món anglòfil universitari, per a estudiants de negocis, economia, ciències computacionals, pediatria, medicina i ciències físiques.

## Obra
- Viera, David J. Bibliografia anotada de la vida i obra de Francesc Eiximenis (1340? - 1409). Barcelona: Fundació Salvador Vives Casajuana, Rafael Dalmau ed., 1980, amb pròleg del Dr Martí de Riquer i Morera. IS84-232-0159-7. [ressenya: Mn Josep Perarnau Espelt, a ATCA, ISSN 0211-9811, Nº. 1, 1982, pp. 304-306].
- Viera, David J. Medieval Catalan Literature: Prose and Drama. Boston: Twayne Publishers (Twayne's World Authors Series; TWAS 802), 116 p. ISBN 0805782338. [ressenya: Philip D. Rasico, a Catalan Review: international journal of Catalan culture vol. 3, núm. 1 (1989) 224-229. ISSN 0213-5949].
- Viera, David J. i Piqué-Angordans, Jordi. La dona en Francesc Eiximenis. Barcelona: Curial Edicions, 1987. ISBN 84-7256-303-0.
- Eiximenis, Francesc. Vida, obra i transmissió. Sadurní Martí i Xavier Renedo (eds.). Girona: Universitat de Girona. Institut de Llengua i Cultura Catalanes, 2021, 444 p., esp. p. 379-381. ISBN 978-84-9984-101-4.